# サンヘドリン (タルムード)
サンヘドリン（Sanhedrin、סנהדרין）は、ネズィキーン（民事法と刑事法について記述されているタルムードの節）を構成する十の文書の内の一つで、裁判の手続きなどが扱われている。元々はマッコートと一つで繋がっていた。
推定無罪の原則や、有罪判決を言い渡すには12人の同意を必要とする規定などが語られていることから、この文書に含まれているゲマーラーは、コモン・ロー原則の前兆として注目されている。